# Зеленцово (Правдинський район)
Зеленцово (рос. Зеленцово), до 1947 року — Ґрюнталь (нім. Grünthal) — селище в Правдинському районі Калінінградської області Російської Федерації. Входить до складу Правдинського міського поселення.